# Einheitsbahnhof (Großherzogtum Hessen)

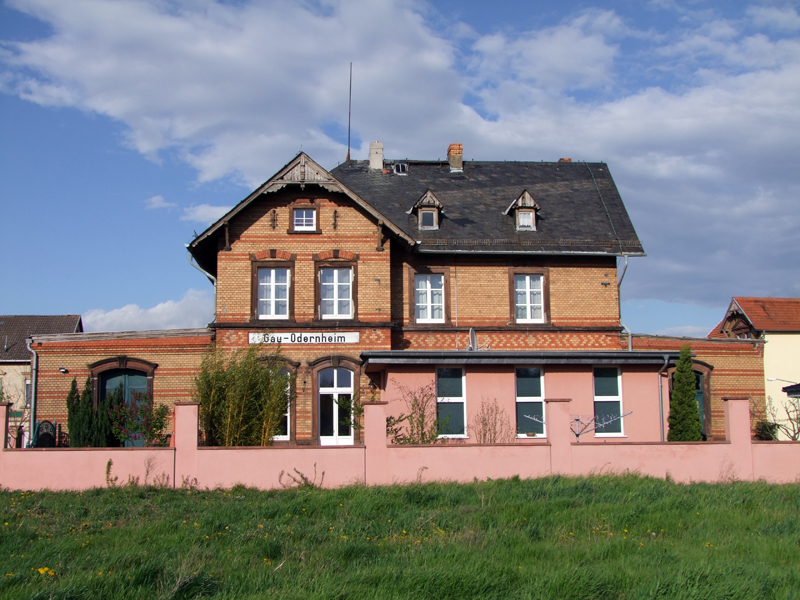
Der Bahnhof von Gau-Odernheim zählt zu den typischen Einheitsbahnhöfen entlang der Bahnstrecke Bodenheim–Alzey mit rot-gelber Klinkerornamentik.

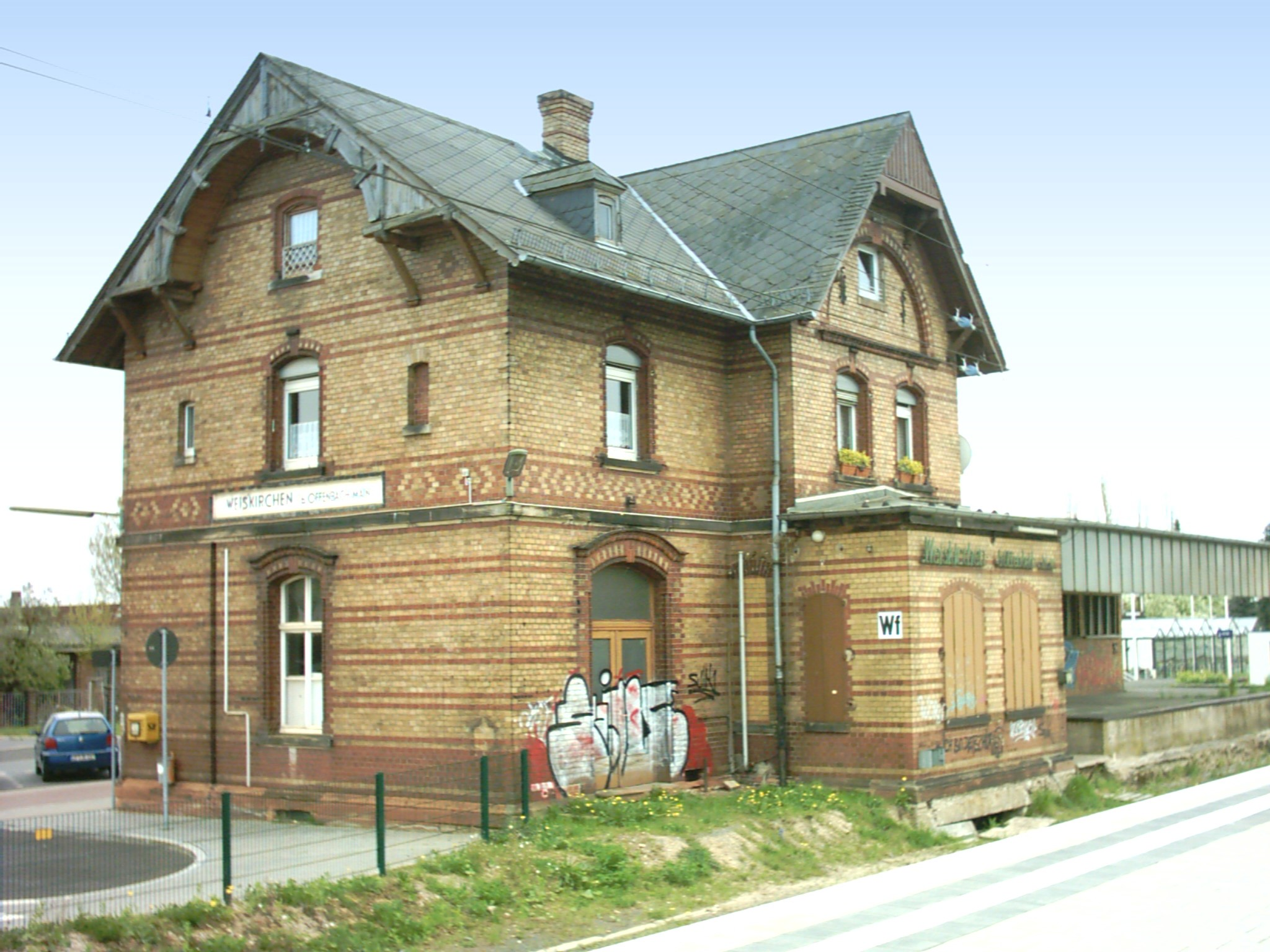
Der Bahnhof Weiskirchen an der Rodgaubahn

Die Einheitsbahnhöfe im Großherzogtum Hessen entstanden in der zweiten Hälfte des 19. Jahrhunderts beim Bau von neuen Nebenstrecken. Aus praktischen Gründen griffen die großen Bahngesellschaften bei den Stationsgebäuden gerne auf einheitliche Entwürfe und Architekturelemente zurück.

## Bauherren
Da die private Hessische Ludwigsbahn im Angesicht des Auslaufens ihrer Konzession in den 1890er-Jahren nicht mehr selbst investierte, wurden die rheinhessischen Nebenbahnen bereits durch die Großherzoglich Hessischen Staatsbahnen gebaut, die wiederum 1897 in der Preußisch-Hessischen Eisenbahngemeinschaft aufgingen.

## Baubeschreibung
Der typische Grundentwurf für Nebenbahn-Stationen der hessischen Staatsbahnen am Ende des 19. Jahrhunderts bestand aus Klinkern und hatte einen T- oder L-förmigen Baukörper mit zwei Geschossen. Im Obergeschoss befand sich eine Dienstwohnung, unten der Eingangs- und Wartebereich sowie der Dienstraum. Angesetzt war immer ein parallel zum Gleis stehender Güterschuppen für Stückgüter, oftmals aus Holz oder Fachwerk. Der Entwurf konnte örtlich angepasst werden: Bei Umsteigebahnhöfen wurde eine größere Variante eingesetzt, mit mehr Platz für Dienstwohnungen und mehrklassige Wartesäle. In beiden Grundentwürfen konnte der Querbau durch zusätzliche Fensterachsen erweitert werden. Auch die Größe der angebauten Güterschuppen sowie die Ausrichtung des Gebäudes zum Bahnsteig hin wurden variiert.

## Vorkommen
Die markanten Klinker-Einheitsbauten, wie sie auf der Bahnstrecke Bodenheim–Alzey in Rheinhessen zu finden sind, können im ehemaligen Großherzogtum Hessen mindestens 45-mal nachgewiesen werden. Hinzu kommen vier Vorgängerbauten an der Dietzhölztalbahn im ehemals preußisch-nassauischen Gebiet. Der Einheitsbahnhof ist neben den rheinhessischen Gaubahnen auf der Lumdatalbahn, der Horlofftalbahn, der Rodgaubahn, der Nebenstrecke Darmstadt Ost–Groß-Zimmern und der Überwaldbahn zu finden.
Die Einheitsbahnhöfe sind als zweifarbiger Gelbklinkerbau gestaltet. Klinker waren zu dieser Zeit in Rheinhessen gut verfügbar und auch bei vielen anderen Gebäuden die erste Wahl. Zu den gelben Klinkern im Kreuzverband wurden rotbraune Klinker als Ornamente für Friesbänder und Gesimse ergänzt. Die Sockel bestanden aus Sandstein und auch die Fensterlaibungen sind aus rotem Sandstein. Über dem Haupteingang ist im Schlussstein ein Flügelrad dargestellt. Die Satteldächer sind auf den Giebelseiten mit herausragendem Gespärre in Holz unterfangen, die allerdings örtlich variieren. Ursprünglich war am Giebel des Querbaus eine bogenförmige Holzunterfangung im Schweizerstil angebracht, die meist nicht mehr erhalten ist.

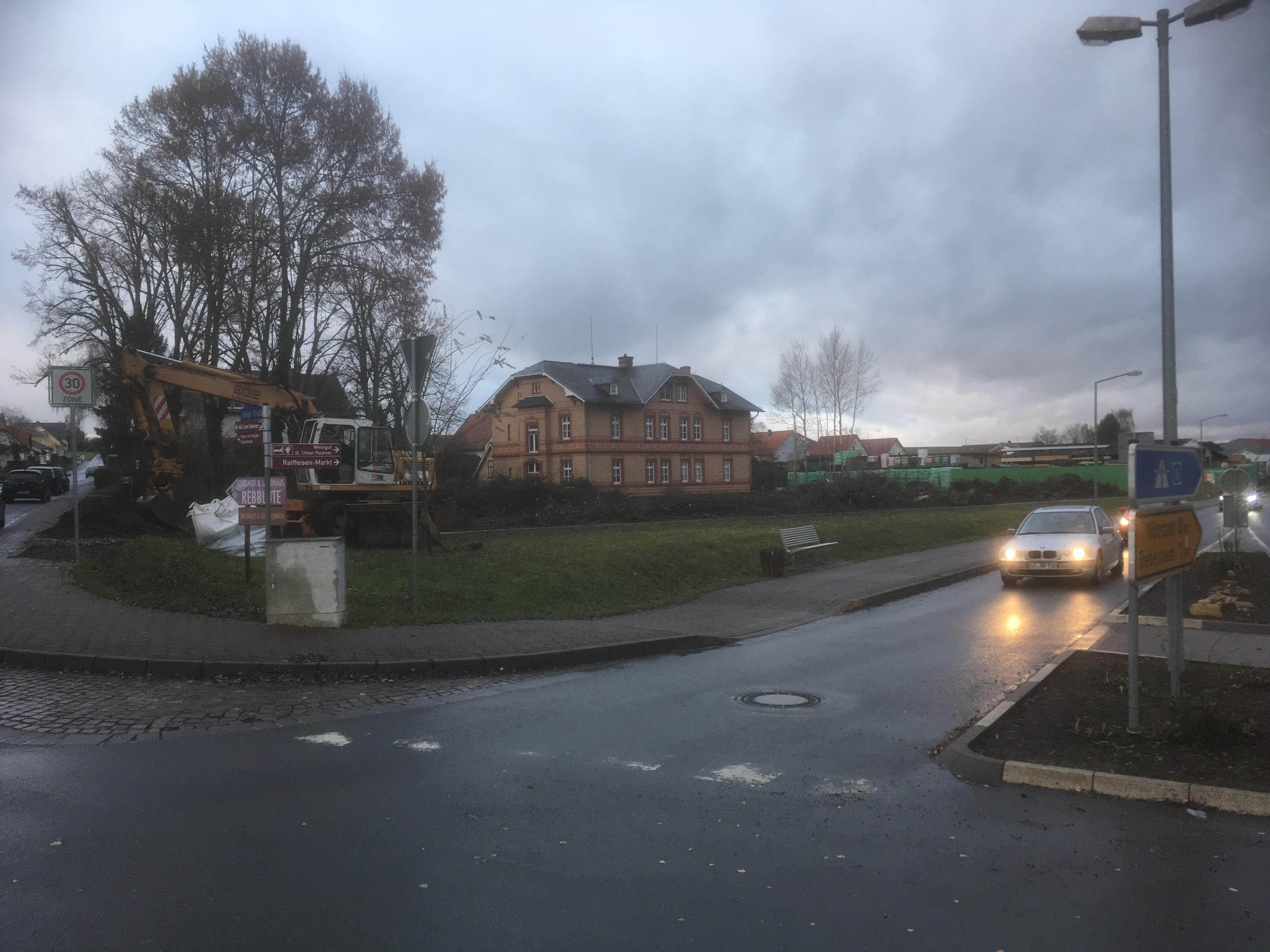
Ehemaliges Bahnbeamtenwohnhaus, späthistoristischer Backsteinbau, um 1895 in Gau-Odernheim

Die rot-gelbe Klinkerornamentik, wie sie in den Gaubahnhöfen zu sehen ist, findet sich so oder sehr ähnlich auch an anderen Bahnbauten, auch wenn diese anderen Gebäudeentwürfen entspringen, so zum Beispiel in den Bahnhöfen Nieder-Saulheim (1897), Stockstadt am Rhein (1898/99) oder Schlitz (1898). In Gau-Odernheim befindet sich in der Albiger Straße ein ebenfalls zur Gaubahn gehörendes großes Bahnbeamtenhaus aus gleicher Zeit mit gleichem Klinkerornament.
Ein vereinfachter Einheitsbau in Ziegelbauweise kam auf der Altrheinbahn (Osthofen–Rheindürkheim–Guntersblum; 1897/1900) und auf der Nebenbahn Nierstein–Undenheim (1899/1900) zur Verwendung. Dieser war wohl ein Entwurf des Bahnbauamtes Oppenheim. Er wurde auch in den Hunsrück nach Kirchberg und Kastellaun übernommen.
Die Empfangsgebäude entlang der Hauptstrecke Mainz–Worms entstammen ebenfalls einem einheitlichen Entwurf. Das sind heute noch Osthofen, Guntersblum, Nierstein, Oppenheim und Laubenheim. Sie entstanden bereits 1853 mit dem Bau der ersten rheinhessischen Bahnstrecke, der Ludwigsbahn Mainz–Worms. Die Gebäude sind ein Entwurf des hessischen Provinzialbaumeisters Ignaz Opfermann (1799–1866). In Bodenheim stand eine verkleinerte Version, das Gebäude wurde 1962 abgebrochen. Auch der erste Wormser Bahnhof von 1853 folgte dem gleichen Entwurf, wurde dann wegen des raschen Verkehrswachstums aber mehrfach umgebaut, 1871 durch ein neues Gebäude ergänzt und schließlich 1903 durch das heutige, repräsentative Empfangsgebäude ersetzt.

## Modelleisenbahn
Der häufig gebaute kleine Typ fand seinen Weg in das Programm eines Modelleisenbahn-Herstellers: Kibri bietet den „Bahnhof Reichelsheim“ auf der Strecke in Nenngröße H0 (Art. Nr. 39492). Allerdings ist das Modell spiegelverkehrt zum Gleis und in nicht vorbildgerechtem roten Ziegelwerk. Mit farblicher Anpassung an die gelben und braunen Klinker kann der Einheitsbahnhof mit dem Bausatz nachgebildet werden.